# Clotilde García Borrero
Clotilde García Borrero (Neiva, 30 de noviembre de 1887-Engativá, 11 de mayo de 1969) fue una sufragista feminista colombiana, militante del Partido Liberal Colombiano.
García es conocida como la precursora del derecho de las mujeres de heredar los bienes de su familia y a administrarlos sin necesidad de contar con la tutoría de sus esposos, así como el derecho a la educación. García es considerada como la feminista más importante e influyente de la historia de su país.

## Biografía
Siguiendo la obra de Moreno y las obras de Óliver Lis, García obtuvo a comienzos de la década de 1930 las siguientes conquistas: 1. Derecho de la mujer colombiana a heredar y administrar sus bienes (con la consecuente ley 28 de 1932); 2. El ingreso de la mujer colombiana a la educación secundaria y universitaria (decreto 1972 de 1933 y leyes 1874 y 227 de 1932 y 1933 respectivamente).
Tras la negativa del I Congreso Internacional Femenino a sus propuestas, incluyendo la de derecho al voto, dejó sentadas las bases de dicho proyecto, que le sería negado, para consolidarse bajo el congreso de 1954 con apoyo de Esmeralda Arboleda de Uribe, en el gobierno de Gustavo Rojas Pinilla, con la ayuda de Josefina Valencia de Hubach.
Delimiro Moreo Calderón en su obra sobre Joaquín García Borrero, revista Huila de la Academia Huilense de Historia, aprecia:
“Don Abelardo, por su parte, no se dejaba influir del pensamiento feminista de su esposa y de conceptos semejantes sobre ellas que exponía su hijo [Joaquín] desde Nueva York”. “En carta del 20 de mayo de 1917, le escribía Abelardo a Joaquín: ‘Muy curiosa fue la actuación de Miss Rankin en el Congreso Americano cuando se trató de resolver la cuestión con Alemania. En ese arranque tiene Ud. pintada a la mujer. Ellas no pueden servir para resolver negocios graves y sensacionales, porque al instante deja de funcionarles la inteligencia para ser reemplazada por el corazón. Por eso desecho la idea que le ha venido a Ud. de un Senáculo (sic) de mujeres escogidas para resolver cuestiones internacionales”.
La madre en cambio, según este mismo historiador en la obra "Jaime Ucrós García, Biografía de una Pasión" afirmó:
“El hombre colombiano no se preocupa por facilitarles, a las mujeres,  su trabajo manual, ni por cultivar su inteligencia, y pronto está la joven más bonita, la de más aspiraciones, hecha un jumento y vulgar en toda la extensión de la palabra”.
Y concluiría Delimiro Moreno acertadísimamente diciendo:
“Doña Clotilde, en su madurez, llevará al terreno de la lucha política estas ideas por la liberación femenina desarrolladas en todo el país al amparo del gobierno de Enrique Olaya Herrera, primero, y luego en el gobierno de Alfonso López Pumarejo, en la cual  colaborarán su primo César García Alvarez y su hermano Joaquín García Borrero como dirigentes políticos y parlamentarios”.

### Fragmentos de la ponencia de Delimiro Moreno, 2010
“Durante el dominio de la Regeneración y el gobierno del partido conservador, instalados en el poder desde 1886, el papel de la mujer en la sociedad se reducía a ser hija, esposa y madre, sometida a la autoridad incontrastable de los hombres, padres, esposos y hasta hijos, como lo querían los padres de la Iglesia. Desde el comienzo de la campaña liberal para la reconquista del poder después de 45 años de hegemonía conservadora, ella se destacó por la participación femenina en la candidatura de Enrique Olaya Herrera. 
“De modo que al triunfo liberal en 1930, lo menos que podía esperarse era que el partido llegado de nuevo al poder se convirtiera en el adalid de los derechos femeninos. La tarea no era fácil, porque en las mismas filas liberales se encontraban decididos partidarios del machismo, enemigos de cualquier participación femenina en la vida pública y con mayores veras en la política.
“El primer proyecto presentado por el nuevo gobierno al Congreso fue sobre el “Régimen de capitulaciones matrimoniales” para dar a la mujer casada autonomía patrimonial, otorgándole el derecho a pedir la separación total o parcial de bienes cuando ella lo quisiera, sin ser obligada a alegar ningún tipo de causal. El proyecto fue difundido y analizado por Ofelia Uribe de Acosta en el Congreso Internacional Femenino reunido en el mes de diciembre de 1930 en Bogotá, pero no fue aprobado por el Congreso. Algunos de sus principales enemigos llegaron a afirmar que el proyecto de ley “era la financiación del adulterio”; “podría llevar al desquiciamiento de la familia y del propio Estado culto y cristiano que la moral y la virtud de nuestras mujeres han cultivado” y era resultado de las propuestas del régimen liberal para implantar un sistema que “rechaza la educación y la ideología esencialmente cristianas del pueblo colombiano, la moral y las costumbres hogareñas de nuestra raza”.
Laureano Gómez, Silvio Villegas, Luis Ignacio Andrade y Guillermo Valencia, entre otros, se opusieron al proyecto, incluso valiéndose del abandono de las sesiones para minar el quórum y así impedir su aprobación. Estos senadores dejaron constancia de su voto negativo porque “el nuevo estatuto afectará gravemente la estabilidad del hogar colombiano y porque va directamente contra la unidad conyugal, base y sustentáculo del matrimonio católico”.
Atemorizadas por semejantes andanadas, las mujeres no participaron con el fervor de esperarse en la defensa del proyecto. Y aquí fue donde se destacó Clotilde García Borrero de Ucrós,  ya una señora casada, madura y con hijos. “Una sola mujer, Clotilde García de Ucrós, recordará después Ofelia Uribe de Acosta, tomó la bandera de la aprobación de esta reforma: levantó de la inercia a un pequeño grupo de damas, y con ellas irrumpía valerosamente a las barras de la Cámara y del Senado de la República para hacer presión”.
Olaya Herrera, asombrado del talento y dinamismo de esta mujer, le envió un mensaje autógrafo que ella conserva orgullosamente”.

## Familia

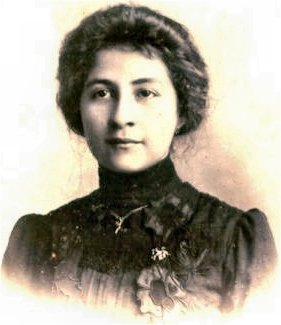
Retrato de la joven Clotilde

Clotilde era parte de una familia artistocrática del departamento del Huila, siendo hija del hacendado Abelardo García Salas y la feminista María Inés Borrero Álvarez, quien contrajeron matrimonio en 1887. Fueron sus hermanos Joaquín (célebre historiador, ingeniero, sociólogo, poeta, político y masón grado 33), César, Susana, Luis Carlos, Inés, Tomás e Isabel García Borrero.
Su padre era hijo de Joaquín García Bernabeu, gobernador de la Provincia de Neiva, casado con Zoila Rosalía Salas Herrera, quien era nieta del mártir Benito Salas Vargas. Su madre lo era de Tomás Borrero Falla -de familia procera- y Clotilde Álvarez Riveros, hermana del político liberal Francisco Eustaquio Álvarez Riveros.
Su madre era hermana del afamado pintor colombiano, Ricardo Borrero Álvarez, desarrollador del estilo paisajista en Colombia.